# Ellen Gleditsch

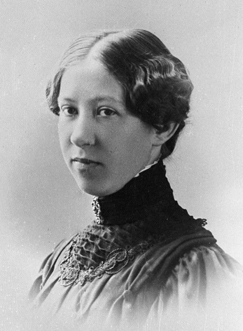
Ellen Gleditsch (um 1910), als sie Assistentin von Marie Curie war

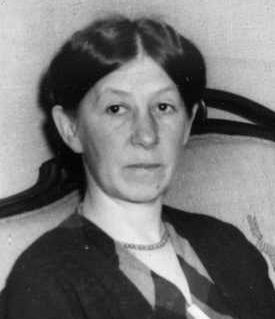
Ellen Gleditsch (um 1935)

Ellen Gleditsch (* 29. Dezember 1879 in Mandal, Norwegen; † 5. Juni 1968 in Oslo) war eine norwegische Chemikerin und Frauenrechtlerin. Ab 1929 war sie Professorin für anorganische Chemie an der Königlichen Frederiks-Universität (ab 1939 Universität Oslo) und damit Norwegens zweite Professorin. Im frühen 20. Jahrhundert war sie Assistentin von Marie Curie. Sie war Vizepräsidentin der Norsk Kvinnesaksforening von 1937 bis 1939.

## Leben
Ellen Gleditsch war das älteste von 11 Kindern und wuchs in einer bildungsbürgerlichen Familie auf – ihr Vater war Naturkundelehrer, ihre Mutter eine Intellektuelle, die sich für Frauenrechte engagierte. Obwohl sie das Gymnasium als Jahrgangsbeste abschloss, war sie als Frau von den Aufnahmeprüfungen zum Hochschulstudium ausgeschlossen, so dass sie 1897 eine Lehre als Apothekerin absolvierte. Durch ihre Arbeit als Pharmakologie-Assistentin konnte sie 1902 in Tromsø einen nicht-akademischen Titel in Chemie und Pharmakologie erlangen, der es ihr endlich ermöglichte, ein Chemiestudium an der Universität Oslo aufzunehmen (1902–1907). In den 1940er Jahren war Gleditsch im Untergrund tätig, nachdem sie bereits zuvor ins Exil getriebene Wissenschaftler aus Deutschland unterstützt hatte. Sie bot ihr Labor als Unterschlupfort an, versteckte Verfolgte bei sich zuhause und übermittelte Botschaften für Widerstandsgruppen. Nach einer Durchsuchung ihres Labors 1943 gab es mehrere Verhaftungen.

## Forschungstätigkeit
1907–1912 ging Gleditsch nach Paris und arbeitete dort als Assistentin von Marie Curie im Labor am Institut du Radium und studierte parallel an der Universität Sorbonne. In Curie's Labor konnte sie auch an eigenen Projekten arbeiten und sie begann mit Forschungen zur chemischen Zusammensetzung radioaktiver Stoffe. 1909 veröffentlichte sie ihren ersten wissenschaftlichen Artikel zu Halbwertszeiten von Radium. 1912 kehrte sie an die Universität Oslo zurück, wo sie als Dozentin und Forscherin angestellt wurde. Zwei Jahre später erhielt sie ein Forschungsstipendium, um in die USA zu gehen und dort ihre Forschungen in dem besser ausgestatteten Radiochemielabor an der Universität Yale weiterzuführen. Sie arbeitete in Bertram Boltwoods Labor und schloss dort ihre Forschungen zur Halbwertszeit von Radium ab, die sie auf 1686 Jahre berechnete. Dieser Wert blieb 35 Jahre lang unangefochten, bis ihn Forschende mit genaueren Messmöglichkeiten auf 1620 Jahre korrigierten.
1916 ging sie zurück an die Universität Oslo, wo sie den Rest ihrer Karriere lehrte, jedoch erst 1929 habilitiert wurde.
In den 1920ern initiierte Gleditsch die erste Forschungsgruppe zu Radioaktivität in Norwegen, zudem versuchte sie zwischen 1916 und 1946 ein Labor für Radiochemie an der Universität Oslo zu gründen. In diesem Zeitraum, in dem sie hauptsächlich zu Atomgewichtsbestimmung von Chlor arbeitete, widmete sie dem Laboraufbau beträchtliche Ressourcen durch Netzwerkarbeit, Fördergeldanträge, Auslandsreisen, Lehre und Absolventenbetreuung. Aus Gleditschs Forschungsgruppe ging später die Abteilung für Nuklearchemie am Chemieinstitut der Universität Oslo hervor. Aufgrund der Schwierigkeiten, mit denen Gleditsch selbst in ihrem Studium und ihrer wissenschaftlichen Laufbahn konfrontiert war, engagierte sie sich dafür, junge Frauen für naturwissenschaftliche Tätigkeiten zu ermutigen. Zwischen 1926 und 1929 war sie Vorsitzende der International Federation of Women Scientists. Gleditsch publizierte ca. 150 Artikel und Bücher, darunter auch einige populärwissenschaftliche.

## Auszeichnungen
- 1906 Award von Königin Josephine´s legacy Chemie in Frankreich
- Ehrentitel Doctorates Smith College Sorbonne und der Universität Strassburg